# Ciclagem química

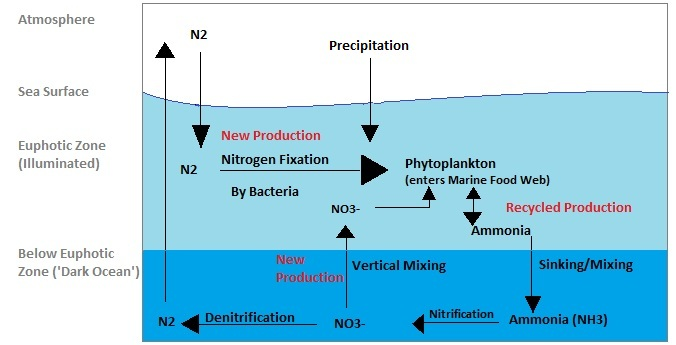
Um exemplo de ciclo químico: representação esquemática do ciclo do nitrogênio na Terra. Esse processo resulta na contínua reciclagem de gás nitrogênio, envolvendo o oceâno

A ciclagem química corresponde a sistemas de circulação repetida de substâncias químicas entre diferentes compostos, estados e materiais, retornando ao seu estado original, em processos que ocorrem no espaço e em diversos corpos celestes, incluindo a Terra. Ciclos químicos ativos são conhecidos em estrelas, planetas e satélites naturais.
Os ciclos químicos desempenham um papel fundamental na manutenção de atmosferas planetárias, líquidos e processos biológicos, influenciando significativamente o clima e o tempo. Alguns ciclos liberam energia renovável, enquanto outros podem originar reações químicas complexas, compostos orgânicos e química prebiótica. Em corpos terrestres, como a Terra, os ciclos químicos que envolvem a litosfera são denominados ciclos geoquímicos. Esses ciclos são uma característica essencial de mundos geologicamente ativos. Um ciclo químico que envolve a biosfera é conhecido como ciclo biogeoquímico.

## O Sol, outras estrelas e sistemas estelares
Na maioria das estrelas que realizam fusão de hidrogênio, incluindo o Sol, ocorre um ciclo químico relacionado à nucleossíntese estelar, conhecido como ciclo carbono-nitrogênio-oxigênio (ciclo CNO). Além disso, as estrelas também apresentam um ciclo de hélio. Diversos ciclos envolvendo gás e poeira foram identificados em galáxias.

## Venus
A maioria dos ciclos químicos conhecidos em Vênus envolve sua atmosfera densa e compostos de carbono e enxofre, sendo o mais significativo o ciclo de dióxido de carbono. A ausência de um ciclo de carbono completo, incluindo um ciclo geoquímico de carbono, é considerada uma das causas do efeito estufa descontrolado, devido à falta de um sumidouro significativo de carbono. Ciclos de enxofre, incluindo ciclos de óxidos de enxofre, também ocorrem, com óxidos de enxofre na alta atmosfera resultando em ácido sulfúrico, que retorna a óxidos por fotólise. Indícios também sugerem um ciclo de ozônio em Vênus semelhante ao da Terra.

## Terra

Earth's water cycle.

Diversos tipos de ciclos químicos ocorrem na Terra. Os ciclos biogeoquímicos desempenham um papel crucial na manutenção da biosfera. Os principais ciclos químicos ativos na Terra incluem:
- Ciclo do carbono – composto por um ciclo atmosférico de carbono (e ciclo de dióxido de carbono), ciclo biológico terrestre de carbono, ciclo oceânico de carbono e ciclo geológico de carbono.
- Ciclo do nitrogênio – converte o nitrogênio entre suas formas por meio de fixação, amonificação, nitrificação e desnitrificação.
- Ciclo do oxigênio e ciclo ozônio-oxigênio – um ciclo biogeoquímico que circula o oxigênio entre a atmosfera, a biosfera (a soma global de todos os ecossistemas) e a litosfera.
- Ciclo ozônio-oxigênio – regenera continuamente o ozônio na atmosfera e converte radiação ultravioleta (UV) em calor.
- Ciclo da água – movimenta a água continuamente na superfície, acima e abaixo dela, alternando entre estados de líquido, solução, gelo e vapor.
- Ciclo do metano – movimenta o metano entre fontes geológicas e biogeoquímicas e reações na atmosfera.
- Ciclo do hidrogênio – um ciclo biogeoquímico resultante da combinação de processos biológicos e abiológicos.
- Ciclo do fósforo – o movimento do fósforo pela litosfera, hidrosfera e biosfera.
- Ciclo do enxofre – um processo biogeoquímico resultante da mineralização do enxofre orgânico, oxidação, redução e incorporação em compostos orgânicos.
- Ciclo carbonato-silicato – transforma rochas silicáticas em rochas carbonáticas por intemperismo e sedimentação, e rochas carbonáticas de volta em silicatos por metamorfismo e magmatismo.[8]
- Ciclo das rochas – alterna as rochas entre suas três formas: sedimentar, metamórfica e ígnea.
- Ciclo do mercúrio – um processo biogeoquímico no qual o mercúrio natural é bioacumulado antes de se recombinar com enxofre e retornar a fontes geológicas como sedimentos.

Outros ciclos químicos incluem o peróxido de hidrogênio.

## Mars

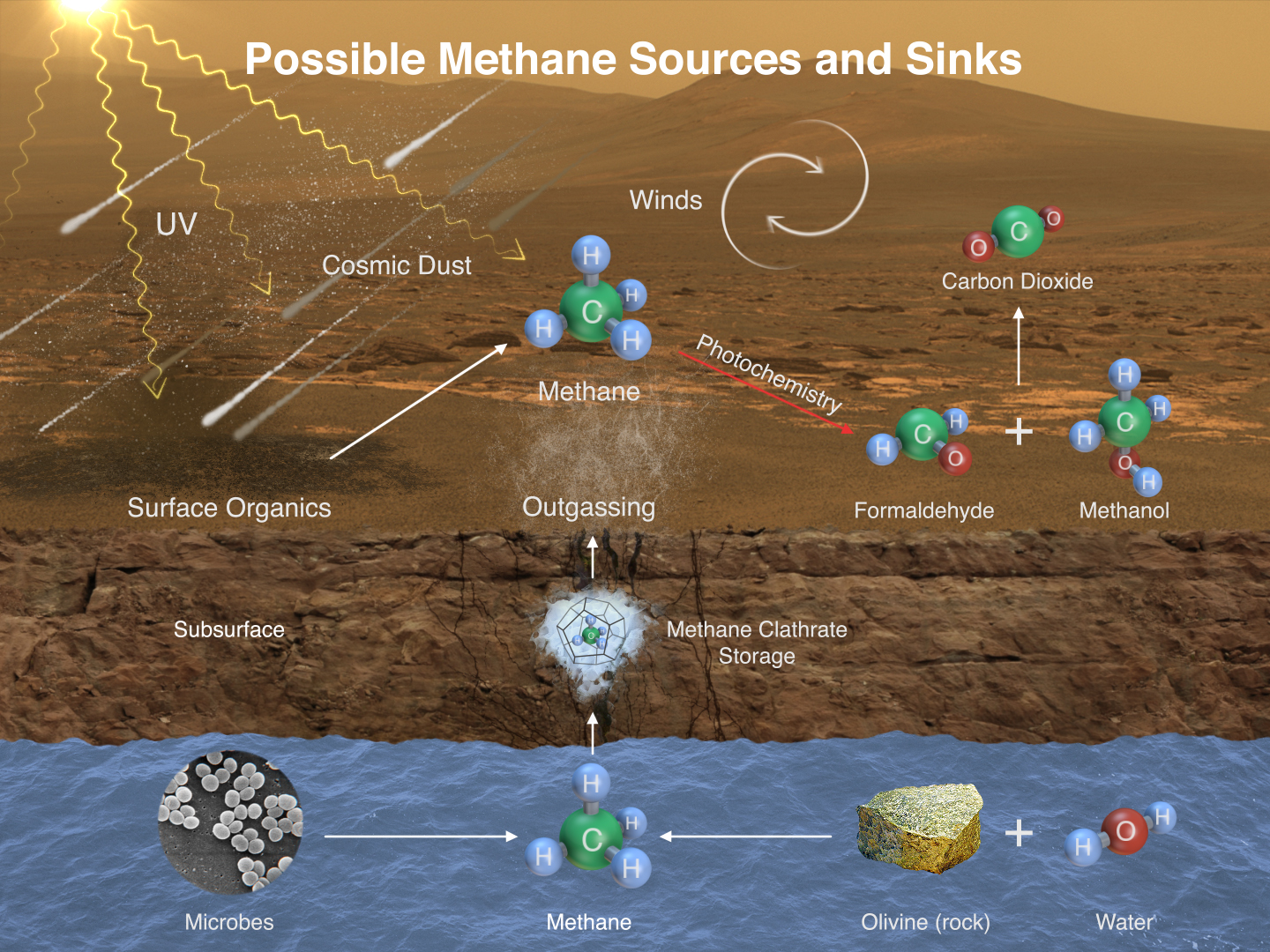
Possíveis fontes de um ciclo hipotético de metano marciano

Evidências recentes sugerem que ciclos químicos semelhantes aos da Terra ocorrem em menor escala em Marte, facilitados pela atmosfera tênue, incluindo ciclos de dióxido de carbono (e possivelmente carbono), água, enxofre, metano, oxigênio, ozônio e nitrogênio. Estudos apontam para ciclos químicos significativamente mais ativos em Marte no passado, embora o paradoxo do jovem Sol fraco tenha sido um desafio para determinar os ciclos químicos envolvidos nos modelos climáticos iniciais do planeta.

## Júpiter

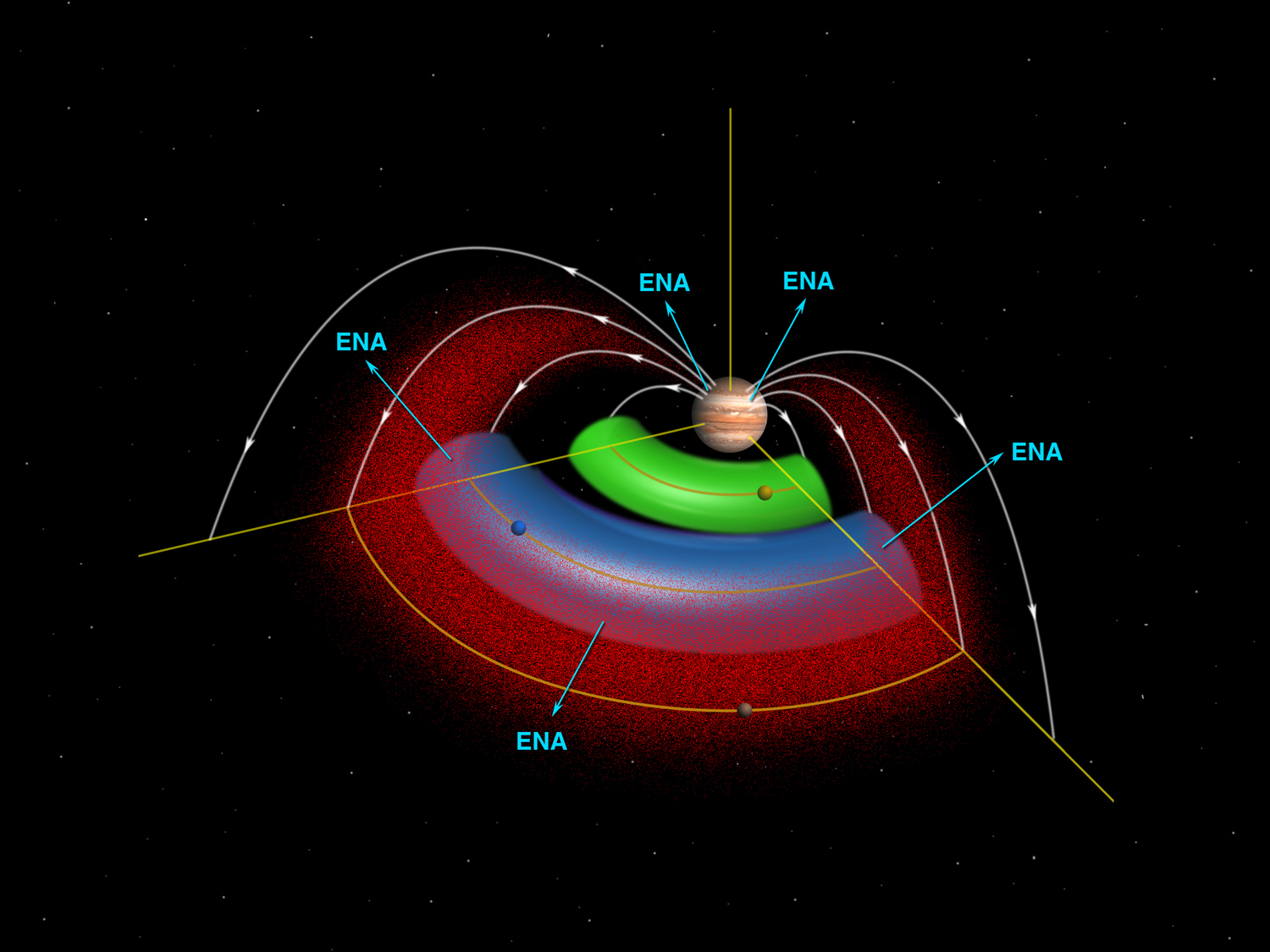
Os torus de gás de Júpiter gerados por Io (verde) e Europa (azul)

Júpiter, como todos os gigantes gasosos, possui um ciclo de metano atmosférico. Estudos recentes indicam um ciclo hidrológico de água-amoníaco muito diferente do tipo que opera em planetas terrestres como a Terra, além de um ciclo de sulfeto de hidrogênio.
Ciclos químicos significativos existem nas luas de Júpiter. Evidências recentes apontam que Europa possui vários ciclos ativos, especialmente um ciclo da água. Outros estudos sugerem ciclos de dióxido de carbono induzidos por radiação e de oxigênio. Io e Europa apresentam ciclos de enxofre radiolíticos envolvendo suas litosferas. Além disso, Europa possui um ciclo de dióxido de enxofre. O toro de plasma de Io contribui para um ciclo de enxofre em Júpiter e Ganímedes. Estudos também indicam ciclos de oxigênio em Ganímedes e ciclos de dióxido de carbono radiolíticos em Calisto.

## Saturn

Um gráfico que descreve os mecanismos do ciclo metanológico de Titã

Além do ciclo de metano de Saturno, alguns estudos sugerem um ciclo de amoníaco induzido por fotólise, semelhante ao de Júpiter.
Os ciclos de seus satélites são de particular interesse. Observações da missão Cassini–Huygens da atmosfera de Titã e suas interações com seu manto líquido indicam vários ciclos químicos ativos, incluindo ciclos de metano, hidrocarbonetos, hidrogênio e carbono. Encélado possui um ciclo hidrológico ativo, de silicatos e possivelmente de nitrogênio.

## Urano
Urano possui um ciclo de metano ativo. O metano é convertido em hidrocarbonetos por fotólise, que condensam e, ao serem aquecidos, liberam metano que sobe para a alta atmosfera.
Estudos de Grundy et al. (2006) indicam que ciclos de carbono ativos operam em Titânia, Umbriel, Ariel e Oberon por meio da sublimação e deposição contínua de dióxido de carbono, embora parte seja perdida para o espaço ao longo de longos períodos.

## Netuno
O calor interno e a convecção de Netuno impulsionam ciclos de metano, carbono e uma combinação de outros voláteis na litosfera de Tritão.
Modelos previram a presença de ciclos sazonais de nitrogênio na lua Tritão, mas isso ainda não foi corroborado por observações.

## Sistema Plutão-Caronte
Modelos preveem um ciclo sazonal de nitrogênio em Plutão, e observações da New Horizons parecem confirmar isso.